# Loucé
Loucé ist eine Commune déléguée in der französischen Gemeinde Écouché-les-Vallées mit 109 Einwohnern (Stand: 1. Januar 2022) im Département Orne in der Region Normandie. Die Einwohner werden Loucéens genannt.
Mit Wirkung vom 1. Januar 2016 wurden die Gemeinden Batilly, La Courbe, Écouché, Loucé, Saint-Ouen-sur-Maire und Serans zu einer Commune nouvelle mit dem Namen Écouché-les-Vallées zusammengeschlossen. Die Gemeinde Loucé gehörte zum Arrondissement Argentan und zum Kanton Magny-le-Désert.

## Geographie
Loucé liegt an der Cance. 

## Bevölkerungsentwicklung
| Jahr                      | 1962 | 1968 | 1975 | 1982 | 1990 | 1999 | 2006 | 2013 |
| Einwohner                 | 93   | 79   | 90   | 69   | 78   | 85   | 93   | 122  |
| Quelle: Cassini und INSEE |      |      |      |      |      |      |      |      |

## Sehenswürdigkeiten
- Kirche Saint-Brice aus dem 11. Jahrhundert, seit 1990 Monument historique
- Bischofsmühle
- Schloss Beaurepaire